# Trace (gladiatore)

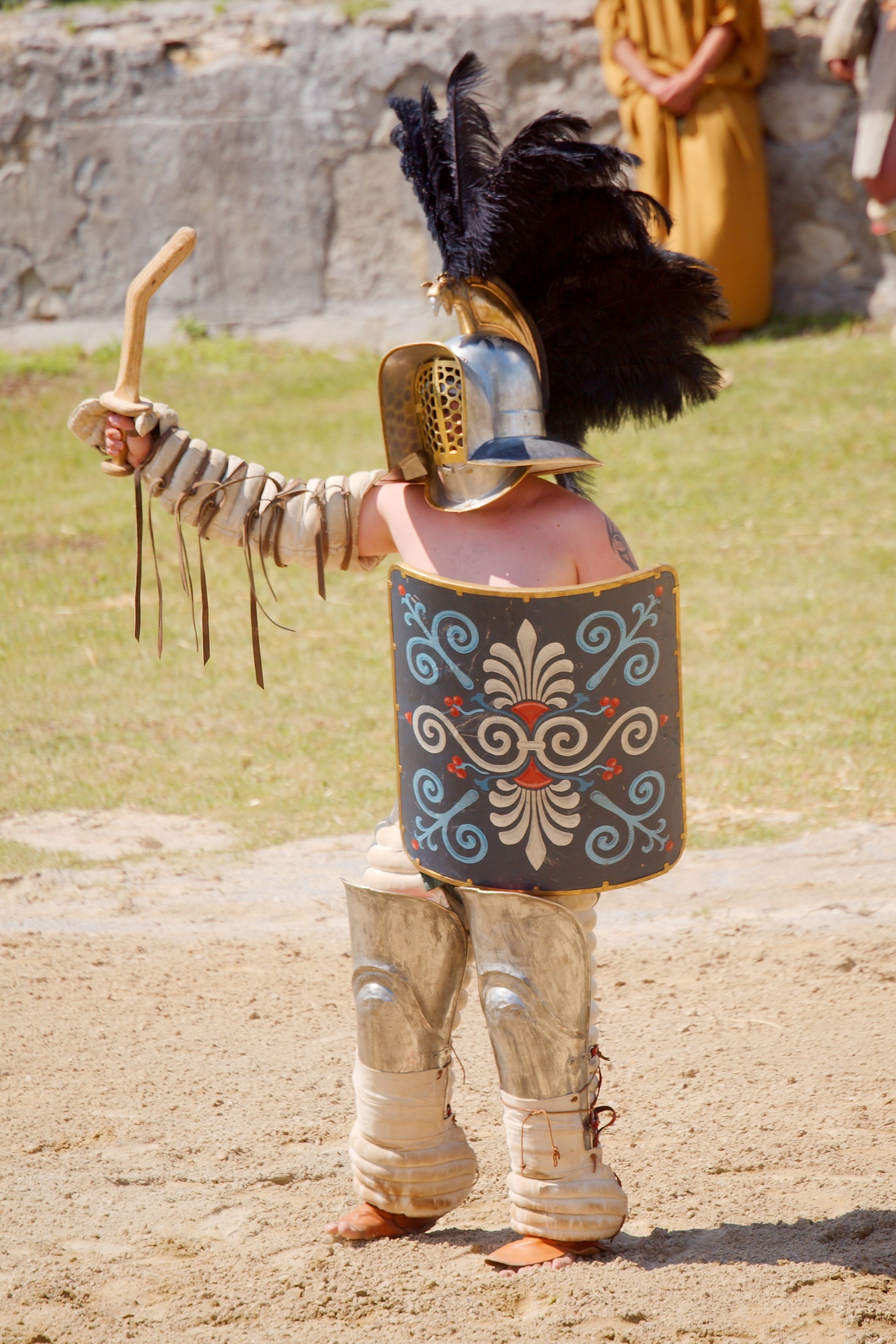
Un Trace (odierna ricostruzione storica in costume)

Il Trace (latino: Thraex) era una delle figure di gladiatore presenti nell'antica Roma e che si rifaceva ai guerrieri della Tracia. Dal fisico leggero e agile, era protetto da uno scudo rettangolare portato al braccio sinistro, fasce di cuoio o un braccio armato alla destra, schinieri che arrivavano al di sopra del ginocchio, e un elmo decorato solitamente con un grifone. Era armato con una spada ricurva (sica supina) molto caratteristica, usata infatti per colpire l'avversario alle spalle o al collo con un fendente dall'alto.
Nei combattimenti era spesso opposto al Mirmillone.